# Rize of the Fenix
Rize of the Phoenix är ett musikalbum av det amerikanska rockbandet Tenacious D. Den gavs ut 2012 på soundcloud på grund av risk för piratkopiering efter Epic Records godkännande. Albumet släpptes i butik den 14 maj 2012.

## Låtlista
1. Rize of the fenix - 5:53
2. Low hangin' fruit - 2:31
3. Classical teacher - 3:23
4. Señiorita - 3:08
5. Deth Starr - 4:46
6. Roadie - 2:58
7. Flutes and trombones - 1:28
8. Ballad of Hollywood Jack and the Rage Kage - 5:05
9. Throwdown - 2:56
10. Rock is dead - 1:44
11. They F***ed our asses - 1:08
12. To be the best - 1:00
13. 39 - 5:16